# 龍港戰鬥
龍港戰鬥發生於1931年1月28日－30日，地點則是在中國鄂南阳新县龙港（今龙港镇）一帶。該戰鬥是第一次国共内战期间湘鄂赣革命根据地的戰鬥之一，交戰一方為中華民國國民革命軍，另一方則為中國共產黨所領導之中國工農紅軍。